# Medal Marynarki Wojennej za Wybitną Służbę
Medal Marynarki Wojennej za Wybitną Służbę (ang. Navy Distinguished Service Medal) – amerykańskie odznaczenie wojskowe Marynarki Wojennej oraz Piechoty Morskiej Stanów Zjednoczonych, ustanowione 4 lutego 1919 roku, przyznawane za wybitną służbę dla rządu Stanów Zjednoczonych w warunkach dużej odpowiedzialności (exceptionally meritorious service to the United States government in a duty of great responsibility). Jest trzecim w hierarchii odznaczeniem Marynarki Wojennej i Piechoty Morskiej, po Medalu Honoru i Krzyżu Marynarki Wojennej.
Medal jest przyznawany wojskowym Marynarki Wojennej oraz Piechoty Morskiej (w praktyce niemal wyłącznie admirałom, generałom i wyższym oficerom), oraz żołnierzom innych rodzajów sił zbrojnych USA. W szczególnych wypadkach medal mogą otrzymać także przedstawiciele sił zbrojnych innych państw. Może być też przyznany wielokrotnie. Kolejne nadanie zaznacza się poprzez nałożenie złotej pięcioramiennej gwiazdki na wstążkę i baretkę. Pięć gwiazdek złotych jest zastępowanych gwiazdką srebrną.

## Odznaczeni
Do znanych osób odznaczonych medalem należą:
- Omar Bradley
- Richard Byrd
- Thomas Alva Edison
- Dwight Eisenhower
- Frank Jack Fletcher
- William Halsey, Jr. (czterokrotnie)
- William Daniel Leahy (trzykrotnie)
- Douglas MacArthur
- Michael Mullen (dwukrotnie)
- Chester Nimitz (czterokrotnie)
- James Stockdale (trzykrotnie)